# Julio Ceja
Julio César Ceja Ochoa (ur. 2 czerwca 1986 w Zamorze) – meksykański piłkarz występujący na pozycji pomocnika, obecnie zawodnik Tecos UAG.

## Kariera klubowa
Ceja jest wychowankiem akademii juniorskiej klubu Cruz Azul z siedzibą w stołecznym mieście Meksyk, do której zapisał się w wieku czternastu lat. Nigdy nie potrafił jednak przebić się do pierwszej drużyny, krótko trenując z nią tylko wiosną 2007 za kadencji szkoleniowca Isaaca Mizrahiego. W połowie 2008 roku odszedł do drugoligowego Club León, gdzie jednak przez pierwsze sześć miesięcy występował w trzecioligowych rezerwach, po czym trafił do seniorskiej ekipy. Miejsce w wyjściowej jedenastce wywalczył sobie dopiero w wiosennym sezonie Bicentenario 2010, podczas którego jego zespół dotarł do finału drugiej ligi, lecz po roku ponownie został z powodu kontuzji relegowany do funkcji rezerwowego. W tej roli po rozgrywkach 2011/2012 awansował z Leónem do najwyższej klasy rozgrywkowej, gdzie jednak nie rozegrał ani jednego meczu i w styczniu 2013 został wypożyczony do drugoligowego Tecos UAG z Guadalajary.
| Sezon     | Klub      | Kraj   | Rozgrywki        | Mecze | Bramki |
| --------- | --------- | ------ | ---------------- | ----- | ------ |
| 2008/2009 | Club León | Meksyk | Liga de Ascenso  | 4     | 0      |
| 2009/2010 | Club León | Meksyk | Liga de Ascenso  | 31    | 3      |
| 2010/2011 | Club León | Meksyk | Liga de Ascenso  | 19    | 1      |
| 2011/2012 | Club León | Meksyk | Liga de Ascenso  | 10    | 0      |
| 2012/2013 | Club León | Meksyk | Primera División | 0     | 0      |
| 2012/2013 | Tecos UAG | Meksyk | Liga de Ascenso  |       |        |

## Kariera reprezentacyjna
W 2003 roku Ceja został powołany przez argentyńskiego selekcjonera Humberto Grondonę do reprezentacji Meksyku U-17 na Młodzieżowe Mistrzostwa Świata w Finlandii. Tam był podstawowym zawodnikiem swojej drużyny i rozegrał w niej wszystkie cztery spotkania od pierwszej minuty, wpisując się ponadto na listę strzelców grupowym meczu z Finlandią (2:0). Jego kadra odpadła natomiast z rozgrywek w ćwierćfinale. W 2005 roku znalazł się w składzie reprezentacji Meksyku U-20 na Młodzieżowe Mistrzostwa Ameryki Północnej, gdzie wystąpił we wszystkich trzech meczach, a jego zespół z bilansem zwycięstwa i dwóch porażek zajął trzecie miejsce w grupie, nie kwalifikując się na Mistrzostwa Świata U-20 w Holandii.